# Pierre Schumacher (homme politique)
Pour les articles homonymes, voir Schumacher.
Pierre Schumacher, né le 11 octobre 1907 à Cossonay et mort le 29 février 2000 à Cossonay, est un notaire, un greffier, un juge informateur et une personnalité politique suisse, membre du Parti radical-démocratique, qui fut également président de la Banque cantonale vaudoise.

## Biographie
De confession protestante, originaire de Cossonay, Pierre Schumacher est le fils d'Albert Schumacher et de Louise Schumacher, née Baltinger. Il épouse en premières noces, en 1937, Laurence Leresche puis, en secondes noces, en 1973, Claudine Jenni. Pierre Schumacher suit l'école supérieure de commerce à Lausanne et obtient en 1932 son brevet de notaire. Il exerce à Cossonay et à L'Isle puis devient, dès 1934, greffier de paix et juge informateur. Schumacher est également président de la Banque cantonale vaudoise de 1962 à 1974 et administrateur de la Nouvelle Revue de Lausanne, organe du parti radical cantonal,.

### Parcours politique
Pierre Schumacher est le syndic de Cossonay entre 1951 et 1961. Membre du Parti radical-démocratique, il siège au Grand Conseil vaudois entre 1953 et 1961 avant d'être nommé tacitement conseiller d'État le 23 mai 1961 pour succéder à Gabriel Despland ; Pierre Schumacher y est responsable du département de l'intérieur et de la santé publique jusqu'au 2 mars 1974. Le Centre hospitalier universitaire vaudois (CHUV) est mis en chantier sous son mandat,.